# Belvedere (Schiff, 2005)
Die Belvedere ist ein 2004/05 gebautes Flusskreuzfahrtschiff, das von Nicko Cruises eingesetzt wird.

## Geschichte

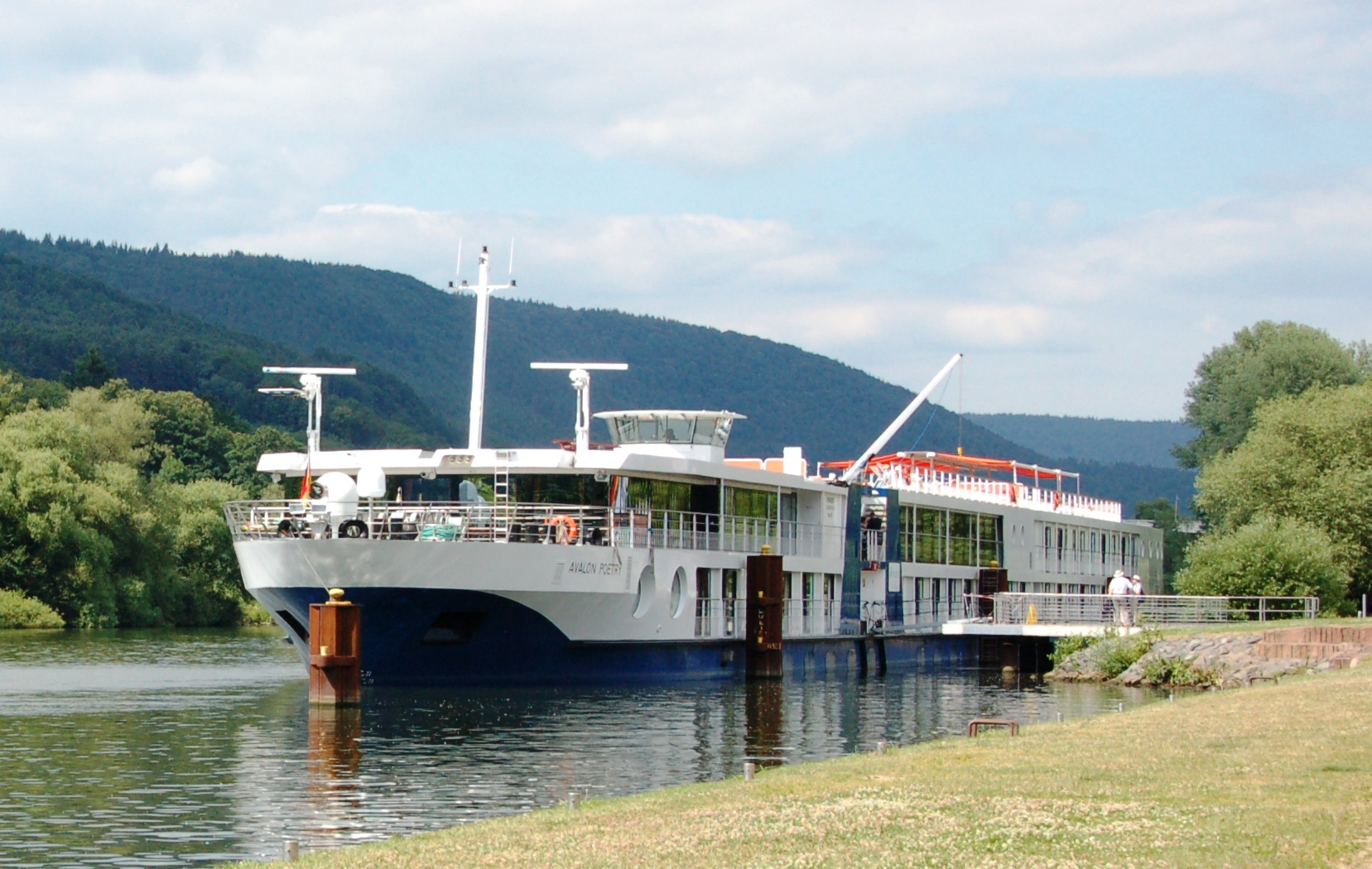
Avalon Poetry am Anleger Miltenberg

Das Schiff ist das letztgebaute von insgesamt sechs fast baugleichen Fluss-Kreuzfahrtschiffen, das als Kapitalanlageprojekt von der Premicon AG bei der Nobiskrug-Schiffswerft in Rendsburg in Auftrag gegeben wurde. Das Kommanditkapital betrug rund 8 Mio. Euro – das Investitionsvolumen von Kapitalanlegern lag bei rund 7 Mio. Euro. Die Bauwerft übergab das fertiggestellte Schiff im März 2005 an den Auftraggeber. Am 23. April 2005 fand in Volendam die feierliche Taufe auf den Namen Avalon Poetry statt. Die Premicon Flussreisen GmbH registrierte das Schiff unter der ENI-Nr. 04803720 mit dem Heimathafen Köln. Die Bereederung wurde am 1. Januar 2010 auf die  KD Cruise Services Ltd. in Zypern, eine Unternehmenstochter der Köln-Düsseldorfer, übertragen, gleichzeitig wurde das Schiff in Valletta auf Malta registriert und erhielt die ENI-NR. 09948010. Da der Eigner für das Schiff ab Werftablieferung einen langfristigen Chartervertrag mit Avalon Waterways abschloss, wurde die Avalon Poetry im veranstaltertypischen blau-weißen Farbdesign abgeliefert. Nachdem Avalon Waterways den Chartervertrag nach der Saison 2011 nicht verlängerte, schloss Premicon ab 2012 einen Vertrag mit dem Bremer Reiseveranstalter Transocean Kreuzfahrten. Seitdem wurde das Schiff unter dem Namen Belvedere auf verschiedenen Fahrtrouten zwischen Frankfurt und dem Donaudelta eingesetzt.

### Havarie
Nach einem missglückten Wendemanöver streifte die Belvedere am 26. April 2013 die Unterseite der Luitpoldbrücke in Passau. Dabei wurde das Steuerhaus völlig zerstört, sodass das Schiff manövrierunfähig wurde. Unterhalb der Ilzmündung lief die Belvedere in der Folge auf Grund und schlug leck. Die 96 Fahrgäste und 41 Besatzungsmitglieder blieben bei der Havarie unverletzt. Der Sachschaden wurde auf rund 200.000 Euro geschätzt.

## Ausstattung

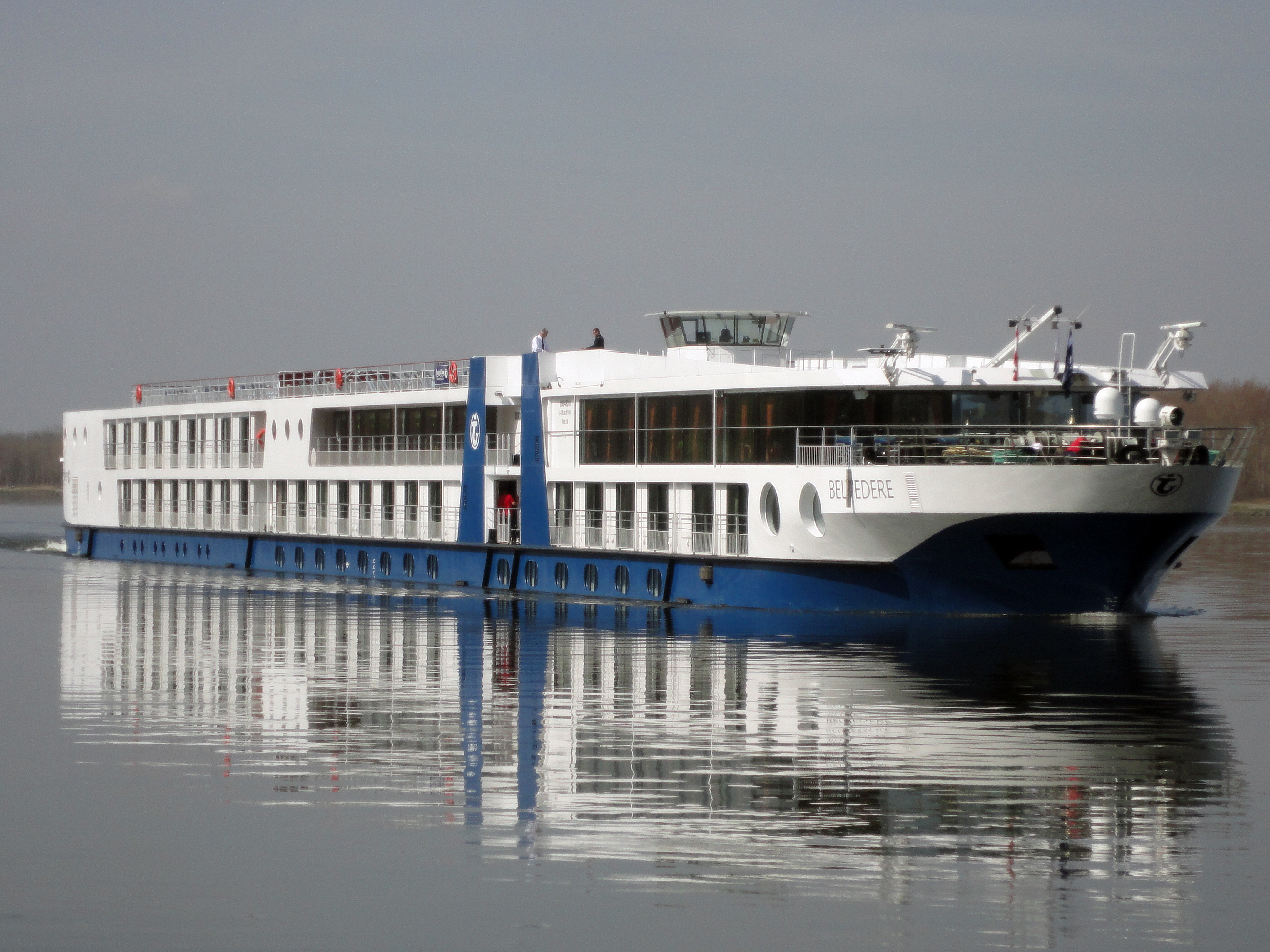
Die Belvedere auf der Donau bei Greifenstein

Die Belvedere ist ein Vierdeck-Kabinenschiff der 4-Sterne-Kategorie mit 84 Doppelkabinen à 16 m² und vier Suiten à 22 m². Die zur Geräuschdämmung mit Doppelwänden voneinander getrennten Kabinen sind klimatisiert und jeweils mit Radio, Sat-TV, Minibar, Safe und Telefon ausgestattet. Die Kabinen des Haupt- und Oberdecks haben einen französischen Balkon, im Unterdeck lassen sich die Fenster aus Sicherheitsgründen nicht öffnen. 
Hinter dem Bugstrahlruderraum im Moseldeck liegen 28 Fahrgastkabinen, denen sich im hinteren Bereich 24 Mannschaftskabinen und Versorgungs- und Lagerräume anschließen. Das Rheindeck verfügt am Bug über ein Freideck, das als Ruhefläche von den Gästen des dahinter liegenden Wellnessbereichs genutzt wird. Diesem schließen sich 44 Kabinen an, die durch die Eingangshalle getrennt in Bereiche von 12 und von 32 Einheiten aufgeteilt sind. Im Donaudeck befindet sich am Bug die Aussichtslounge, in der eine Bar und eine Bibliothek eingerichtet sind. Im Mittelschiff liegt das Restaurant mit 180 Plätzen, dem sich achtern die Küche sowie 12 Standardkabinen und vier Suiten anschließen. Auf dem hinter dem Führerhaus beginnenden Sonnendeck stehen den Fahrgästen Liegestühle und Sitzgruppen zur Verfügung. Der Innenraum ist in verschiedenen Brauntönen gestaltet. Das Schiff hat keine Aufzüge oder Treppenlifte und ist deshalb für gehbehinderte Fahrgäste nicht geeignet.

## Technik

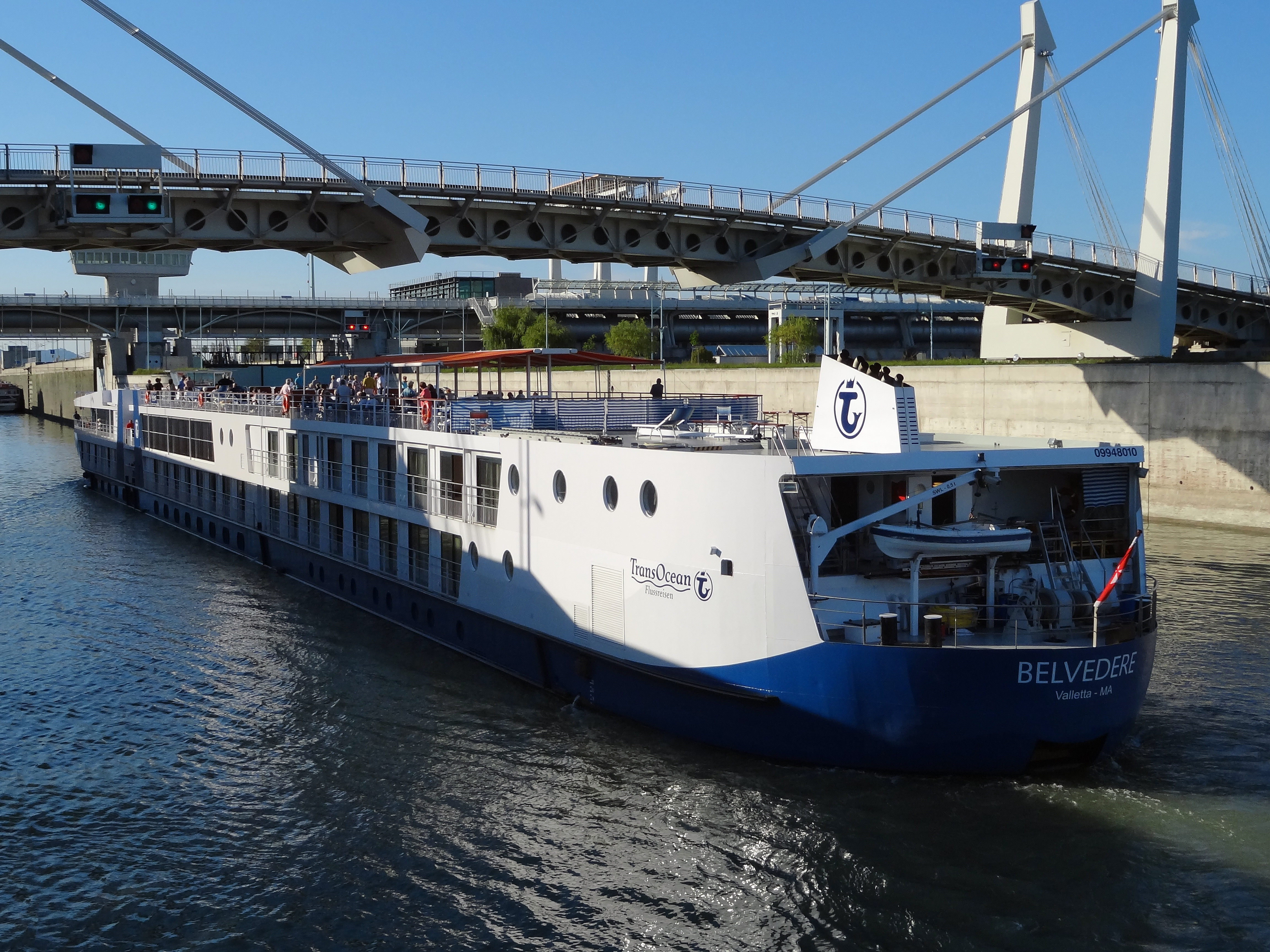
Belvedere an der Schleuse Freudenau bei Wien

Das Schiff wird von zwei 16-Zylinder-Dieselmotoren à 800 kW des Typs MTU-16V 2000 M60 über zwei Schottel-Ruderpropeller angetrieben, zusätzlich verfügt sie über ein Bugstrahlruder. Das Schiff ist 126,60 m lang und 11,40 m breit. Der Tiefgang wird bei Normallast mit 1,50 m und bei Volllast mit 2,05 m angegeben.